# La crociera del Saetta
La crociera del Saetta è un romanzo breve del 1902, scritto da Jack London all'età di ventisei anni.

## Trama
Un coraggioso adolescente si ribella alle regole paterne, si arruola sul Saetta, una nave in partenza dal porto di San Francisco, e salpa per indimenticabili avventure sui mari.

## Edizioni in italiano
- Jack London; La crociera del Saetta: romanzo per ragazzi, Versione di C. De Mattia; illustrazioni di Jacono, Boschi, Milano stampa 1953
- Jack London; La crociera del Saetta, traduzione e postfazione di Lilli Monfregola, Robin, Roma 2005